# Hijas del Sol
Las Hijas del Sol es un grupo ecuatoguineano de afropop conformado por Piruchi Apo Botupá y su sobrina Paloma Loribo Apo, conocida artísticamente como Paloma del Sol, ambas originarias de la isla de Bioko. Ellas escriben, cantan y realizan canciones tanto en bubi como en español. Alcanzaron el éxito comercial con la canción ¡Ay! Corazón en 2001 llegando al número uno de Los 40 Principales.

## Historia
Su primera participación pública fue en 1992 dentro de una competencia en el Centro Cultural Hispano Guineano, donde ganaron premios por la mejor canción original y la mejor coreografía . Ese mismo año viajaron por primera vez a España para intervenir tanto en la Expo de Sevilla como en el Festival de la OTI.
Su álbum debut fue Sibèba, lanzado en 1995, que es una mezcla de sus propias composiciones con música bubi más tradicional, y éstas, cantadas tanto en bubi como en español. Sibèba («aquello que se quiere conseguir»), puede ser traducido como «un lugar de salvación reservado para lo mejor» y el álbum habla de las tradiciones tanto bubis como católicas y de los problemas que a los que se enfrentan actualmente los inmigrantes ecuatoguineanos en España. En 1995, la revista inglesa Folk Roots colocó al álbum en la primera posición de su listado anual. Este exitoso álbum también fue lanzado en toda Europa, además de Estados Unidos, Canadá y Japón.
En 1999 participan en la película Pecata minuta, de Ramón Barea.
Actualmente Paloma y Piruchi siguen carreras en solitario, ambas en la canción.
Paloma del Sol es escritora, recientemente  ha escrito Cuentos de África y forma parte de la Plataforma de Mujeres Artistas, presidido por Cristina del Valle. Su primer disco se llama Goza de la Vida publicado en octubre de 2010
Piruchi también la lanzado un nuevo disco, llamado Remember Africa.

## Discografía
- Sibèba (1995)
- Kottó (1997)
- Kchaba (2000)
- Pasaporte mundial (2001) #50 España
- Los colores del amor (2003)
- Vivir esta locura (2004)